# Étienne de Boré
Pour les articles homonymes, voir Boré.
Étienne de Boré, né le 27 décembre 1741 à Kaskaskia dans le pays des Illinois, mort le 1er février 1820 à La Nouvelle-Orléans, est un militaire et magistrat français.
Il fut le premier maire de La Nouvelle-Orléans en 1803, à l'époque où la ville était en pleine croissance grâce à la vente de la Louisiane aux États-Unis et à l'arrivée des réfugiés français de Saint-Domingue en Amérique.

## Biographie
Originaire de Nouvelle-France, il fut envoyé pour être éduqué en Europe où il passa la majeure partie de sa vie. En sortant de l'école, il entra au service dans les mousquetaires du roi et s’installe en Louisiane après un voyage visite d’affaires, en 1776. Transféré dans la cavalerie, il quitta l'armée avec le grade de capitaine. Marié à Marie Marguerite d'Estrehan, fille de Jean-Baptiste d'Estrehan Honoré de Beaupré, trésorier royal et propriétaire de la plantation Destrehan, il eut trois filles, dont l'une fut la mère de Charles Gayarré, l'historien de la Louisiane, dramaturge et romancier américain francophone, né à La Nouvelle-Orléans le 9 janvier 1805 et mort le 11 février 1895 dans cette même ville.
Étienne de Boré développa sur la plantation Boré, avec l'aide d'un des réfugiés français de Saint-Domingue en Amérique, un des modes de production de la canne à sucre les plus efficaces. Ses terres, incorporées depuis à la ville en tant qu'Audubon Park, étaient à cette époque une banlieue de La Nouvelle-Orléans.
À l'origine planteur d'indigo, Étienne de Boré planta ses cannes à sucre à grande échelle dès 1795, profitant de la flambée des cours mondiaux sur fond de Révolution haïtienne, et obtint une récolte de 12 000 dollars. Il perfectionna la technique de granulation du sucre avec l'aide de son beau-frère Jean-Noël d’Estrehan, son voisin de la paroisse Saint-James, qui devint lui aussi l'un des planteurs les plus riches de Louisiane.
Leur succès fit école : en 1801, quelque 75 planteurs de sucre ont produit une récolte globale de 5 millions de livres, ce qui a entraîné l'importation massive d'esclaves en Louisiane et fait doubler leur prix de vente à 400 dollars par personne, contre 200 dollars en 1785. La production de sucre a ensuite de nouveau doublé durant les six années menant à 1811.
Nommé maire de La Nouvelle-Orléans en 1803 par le gouverneur William C. C. Claiborne, Boré organisa la première police de La Nouvelle-Orléans.
Il fut aussi l'ami de Valcour Aimé, planteur et philanthrope de la paroisse Saint-James, premier raffineur de sucre de l'histoire de la Louisiane et propriétaire de la plus grande plantation du territoire, appelée « Le Petit Versailles de la Louisiane ».
Il est enterré au cimetière Saint-Louis de La Nouvelle-Orléans.